# Sabine Moritz

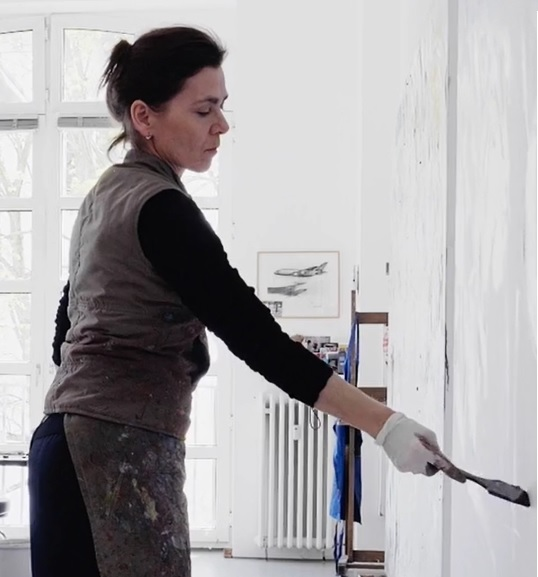
Sabine Moritz in ihrem Atelier, Köln 2023

Sabine Moritz (* 1969 in Quedlinburg) ist eine deutsche Malerin und Grafikerin.

## Leben
Sabine Moritz wurde 1969 als Tochter eines Chemikerehepaares in Quedlinburg geboren. Sie hat ältere Zwillingsbrüder und wuchs zunächst in Gatersleben auf. 1973 verunglückte ihr Vater bei einem Arbeitsunfall im Zentralinstitut für Genetik und Kulturpflanzenforschung. Danach zog die Familie nach Lobeda (Jena). 1985 verließ die Mutter mit den Kindern die DDR und zog nach Darmstadt.
Im Jahr 1989 begann Moritz ein Studium an der Hochschule für Gestaltung Offenbach am Main, wo sie die Malereiklasse von Adam Jankowski besuchte. 1991 setzte sie ihre Ausbildung an der Staatlichen Kunstakademie Düsseldorf fort, zunächst in der Klasse von Markus Lüpertz und ab 1992 bei Gerhard Richter. Moritz war die letzte Studentin, die Richter in seine Klasse aufnahm, da er seine Lehrtätigkeit 1994 beenden wollte.
Moritz lebt und arbeitet in Köln. Sie ist seit 1995 mit Gerhard Richter verheiratet. Sie haben drei gemeinsame Kinder.

## Wirken
Bereits seit 1991 während ihres Studiums entstand die Werkgruppe Lobeda. Sie umfasst mehr als 150 Zeichnungen mit Bleistift und Kohle über die Jenaer Plattenbau-Trabantenstadt Neulobeda, in der Sabine Moritz von 1973 bis 1981 lebte. Die Arbeiten wurden aus dem Gedächtnis gezeichnet und zeigen die alltägliche Umgebung, d. h. Wohnung, Schule und Plattenbau-Siedlung aus einer kindlichen Perspektive. Hans Ulrich Obrist, Kurator der Serpentine Gallery, entdeckte die Serie 2009 im Atelier der Künstlerin, und ein erster Teil wurde 2010 im Verlag der Buchhandlung Walther König veröffentlicht. Moritz ergänzte bis 2004 die Serie durch weitere, teilweise farbige (Öl-)Arbeiten bis in ihre Studienzeit an der Düsseldorfer Akademie. Sie besuchte die Jenaer Plattenbausiedlung erneut und nahm Fotografien zur Hilfe. Die Zeichnungen wurden 2011 im Kunsthaus Sans Titre in Potsdam gezeigt und waren u. a. Teil der Ausstellungen Concrete and Dust 2013/14 der Foundation de 11 Lijnen in Oudenburg, Belgien, und 2017 in der Ausstellung Neuland der Bremerhavener Kunsthalle. Bereits im Jahr 2011 erschien das zweite Buch JENA Düsseldorf mit einem Interview von Hans Ulrich Obrist.
2004 begann Moritz eine neue Werkgruppe, deren Grundlage Pressefotografien der Kriege in Afghanistan und im Irak sind. Zusammen mit den kontinuierlich entstehenden Blumenstillleben wurden sie 2006 in der Ausstellung Limbo in der Londoner Andrew Mummery Gallery gezeigt. Zur Ausstellung erschien der Katalog Limbo.
Darauf folgten ab 2009 mehrere Gemälde über den deutschen Angriff auf die Sowjetunion während des Zweiten Weltkriegs, die die besondere Rolle der Frau in Kriegszeiten hervorheben. 2013 präsentierte sie die Galerie Marian Goodman in Paris und 2014 gehörten sie zur Ausstellung der Von der Heydt-Kunsthalle in Wuppertal. Die Auseinandersetzung mit historischen Themen verfolgte sie auch 2014 und 2015 in den Ausstellungen Home und Harvest bei der Londoner Galerie Pilar Corrias. Sie zeigte erst in Home einen Werkkomplex zum Tod Peter Fechtners an der Berliner Mauer während des Kalten Krieges, dann in Harvest Szenen einer ukrainischen Ernte, gemalt nach 1947 entstandenen Fotografien von Robert Capa.
Parallel zu thematischen Werkgruppen arbeitet Moritz an motivischen Serien mit Kohle, Ölkreide und Pastellfarben auf Papier. Ihre Arbeiten mit Rosen, Päonien, Lilien, Hütten und Hubschraubern wurden in mehreren Publikationen zusammengefasst. Der Band Roses (2010) wird von zwei Gedichten eingeklammert; das erste von Adam Zagajewski und zum Abschluss Die kranke Rose von William Blake. In den Abbildungen verwendet die Künstlerin eine Mischung aus Kohle, Pastellfarben und Ölkreiden. Bei Lilies and Objects (2011) liegt der Schwerpunkt auf den Blumendarstellungen. Die Kombination mit Zeichnungen verschiedener Objekte wie Skulpturen und Artefakte wurde von der Künstlerin selbst vorgeschlagen. Außerdem wurde das Motiv des Hubschraubers in den Büchern Helicopter (2014) und Sea King (2015) publiziert. Das Bild „Neuland“ (2017), ein Gemälde nach einem Pressefoto aus Prypjat bei Tschernobyl, wurde 2018 in der Einzelausstellung „Eden“ von der Galerie König in Berlin gezeigt.
Seit 2015 entstehen auch abstrakte Werke. Erstmals waren sie neben gegenständlichen Arbeiten 2016 in der Ausstellung Dust der Galerie Marian Goodman in Paris zu sehen und ergänzten 2017 die Überblicksschau Neuland in der Kunsthalle Bremerhaven. Es folgten Ausstellungen in Köln und Düsseldorf, London, Seoul, New York, Los Angeles, Mexiko-Stadt und Aubenas.

## Sabine Moritz als Motiv
Gerhard Richter hat seine Frau sowie sie mit ihrem ersten Sohn Moritz mehrfach porträtiert. Bereits 1994 malte Richter – wie immer nach einer fotografischen Vorlage – Bilder seiner späteren dritten Frau. Sie trugen mit Lesende (799-1 und 804) und Kleine Badende (815-1) noch anonymisierte Titel. Beide Motive hatten – worauf der Richter-Biograf Dietmar Elger hinwies – malerische Vorbilder: die Briefleserin in Blau von Jan Vermeer und die gleichnamige Kleine Badende von Jean-Auguste-Dominique Ingres. 1995 malte Richter eine Serie mit acht Bildern unter dem Titel S. mit Kind (827-1 bis 827-8), die Sabine Moritz mit ihrem Säugling Moritz zeigte und bei der sich Richter des kunsthistorischen Topos Madonna mit Kind bediente. „Der Vater Gerhard Richter versucht, sich dieses späten familiären Glücks zu versichern und es festzuhalten, indem er sich die Motive in einem langsamen malerischen Prozess aneignet, so als würde für ihn die Situation dadurch glaubhaft […]“. Die Arbeiten wurden von Uwe Schneede – noch im Atelier Richters – für die Hamburger Kunsthalle erworben, jedoch erstmals 1996 im Carré d’Art im südfranzösischen Nîmes auf der Einzelausstellung 100 Bilder gezeigt.
Richters Porträt seiner Frau Kopf (Skizze) wurde 2010 vom Auktionshaus Christie’s für 2,33 Millionen US-Dollar versteigert.

## Ausstellungen (Auswahl)
- 2025: Ara, Olivia Foundation, Ciudad de México[25]; Les cieux, Le Château - Centre d’Art Contemporain et du Patriomoine d’Aubenas[26]
- 2024: Frost, Gagosian Gallery, Beverly Hills[27]
- 2023: On Display. Neue Werke der Sammlung, K21, Kunstsammlung Nordrhein-Westfalen, Düsseldorf (Dauerausstellung), Let the sunshine in (Gruppenausstellung), Pilar Corrias Gallery, London; Under the Skin & Heart of Drought, Pilar Corrias Gallery, London; August, Gagosian Gallery, Roma
- 2022: Lobeda oder die Rekonstruktion einer Welt, Lyonel-Feininger-Galerie, Quedlinburg; Sabine Moritz, Marian Goodman Gallery, New York; Raging Moon, Hyundai Gallery, Seoul
- 2021: Mercy, Pilar Corrias Gallery, London
- 2020: Passages (Gruppenausstellung mit Robert Adams), Galerie Thomas Zander, Köln; Lagune, Galerie Felix Ringel, Düsseldorf; Journal Entries, Heni Publishing, London
- 2019: deeply unaware, Galerie Marian Goodman, Paris; Sterne und Granit, Kunsthalle Rostock, Rostock
- 2018: Paintings and Drawings, Pilar Corrias Gallery, London; Eden, König Galerie, Berlin
- 2017: Age of Terror (Gruppenausstellung), Imperial War Museum, London; Neuland, Kunsthalle Bremerhaven, Bremerhaven
- 2016: Blumen, Masken, Schädel, Galerie Haas AG, Zürich; Dawn, Galerie Marian Goodman, Paris
- 2015: Helicopter (Buchvorstellung), Heni Publishing, London; Sea King (Buchvorstellung), Serpentine Gallery, London; Schiffe und Wasser, Felix Ringel Galerie, Düsseldorf; Harvest, Pilar Corrias Gallery, London
- 2014: Home, Pilar Corrias Gallery, London; Bilder und Zeichnungen 1991–2013, Von der Heydt Kunsthalle, Wuppertal-Barmen[28]
- 2013: Limbo 2013, Galerie Marian Goodman, Paris; Freie Sicht/Adam Jankowski und Künstler aus seiner Malereiklasse an der HfG Offenbach (Gruppenausstellung), Nassauischer Kunstverein, Wiesbaden; Concrete and Dust, Foundation de 11 Lijnen, Oudenburg, Belgien
- 2012: Internationaler Faber-Castell Preis für Zeichnung 2012 (Gruppenausstellung), Neues Museum – Staatl. Museum für Kunst und Design, Nürnberg; Bilder, Felix Ringel Galerie, Düsseldorf; Jena-Düsseldorf, artroom goldensquare, London
- 2011: Lobeda, Kunsthaus sans titre, Potsdam; Jena-Düsseldorf (Buchvorstellung), Buchhandlung Walther König, Köln; Lilies and Objects, artroom goldensquare, London
- 2010: Lobeda (Buchvorstellung), Buchhandlung Walther König, Berlin / Köln; The Good, The Bad & the Ugly (Gruppenausstellung), Cultuurcentrum Mechelen, Mechelen, Belgien
- 2006: Limbo. Paintings from 2005, Andrew Mummery Gallery, London